# La Rochelle
La Rochelle este un oraș în Franța, prefectura departamentului Charente-Maritime în regiunea Noua Aquitania.
Orașul găzduiește școala de afaceri La Rochelle Business School.

## Personalități născute aici
- Genevieve Brossard de Beaulieu (1755 - 1832), pictoriță;
- Aimé Bonpland (1773 - 1858), botanist.